# Escut de Sant Fruitós de Bages

L'escut de Sant Fruitós de Bages és un símbol representatiu i oficial del municipi de Sant Fruitós de Bages, a la comarca del Bages. Té el següent blasonament:
Escut caironat: de sinople, un monestir obert d'argent acompanyat de cinc estrelles d'argent, una al cap i dues a cada costat, i d'una foguera d'or a la punta. Per timbre, una corona mural de vila.
Les cinc estrelles representen les cinc parròquies que es van unir per formar l'actual municipi de Sant Fruitós de Bages: Olzinelles, Vall dels Horts, Sant Iscle, Sant Fruitós de Bages i Claret. El monestir fa referència al monestir de Sant Benet de Bages, situat al terme municipal i del qual depenien totes cinc. La foguera a la punta, per la seva banda, és un senyal hagiogràfic que fa al·lusió al martiri de sant Fructuós de Tarragona, que fou cremat viu amb els seus companys i dona nom al municipi.

## Història

Escut no oficial usat entre 1968 i 2025. Els pals i la creu fan referència a Manresa

L'actual escut d'armes oficial de Sant Fruitós de Bages va ser aprovat per la Resolució PRE/2240/2025, de 12 de juny de 2025, publicada al Diari Oficial de la Generalitat de Catalunya núm. 9436, de 18 de juny de 2025. El procés per a la seva oficialització fou iniciat el 19 de desembre de 2024 i va estar precedit per una consulta popular en què 375 veïns van votar entre quatre opcions semblants.
El senyal usat als segells de Sant Fruitós de Bages des de la seva constitució al segle xix havia estat una imatge de sant Fructuós. Durant la Segona República, des del 1936, es va usar efímerament un escut quarterat amb cinc estrelles, raïm i blat, el senyal reial i una imatge representativa del monestir de Sant Benet de Bages. Amb l'adveniment de la dictadura franquista, aquest escut va deixar d'utilitzar-se i va ser substituït als segells per l'escut espanyol «burocràtic» de l'època, acompanyat de la imatge del sant en el cas del de l'alcaldia.
Posteriorment, l'any 1968, l'ajuntament va adoptar un nou escut, obra del pintor Joan Descals. Hi havia representades una imatge de sant Fructuós, una vista del conjunt monàstic de Sant Benet de Bages i les armes de la ciutat de Manresa, a la part inferior. Aquest escut, amb petites variacions i redissenys, va ser usat fins a l'adopció de l'actual escut d'armes, aprovat oficialment l'any 2025.